# 마텔 (코냑)

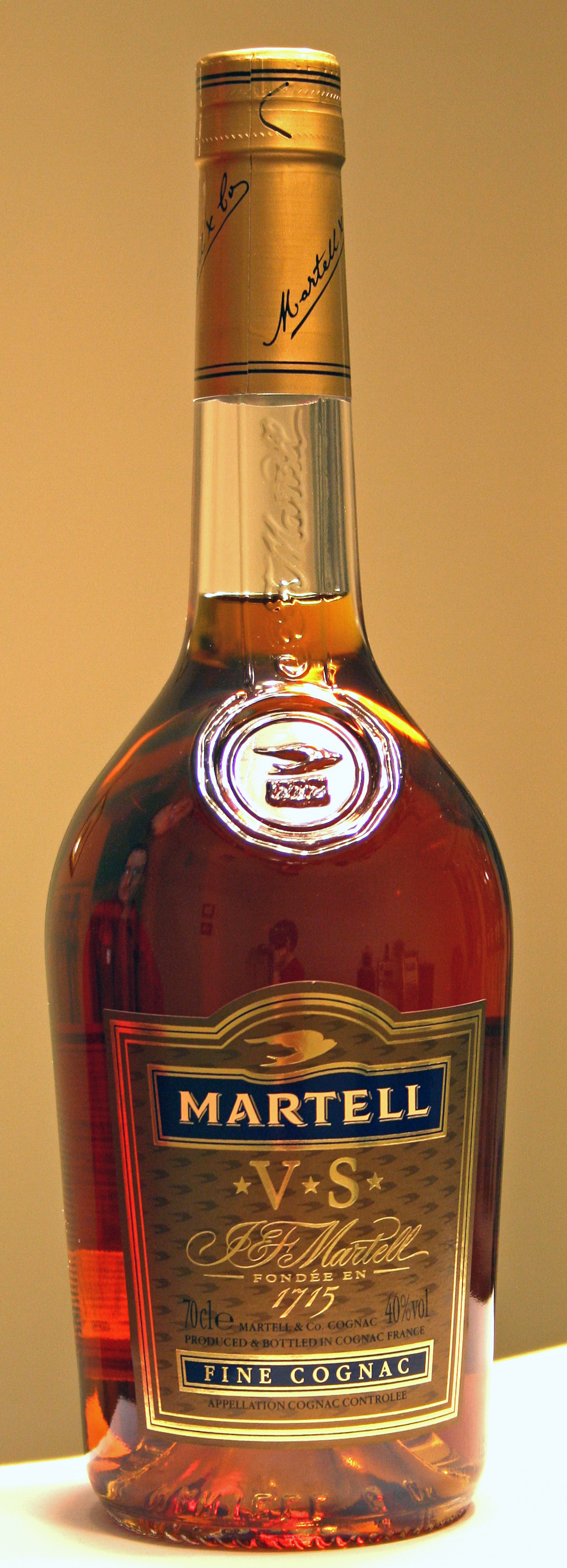

마텔(Martell 또는 마르텔)은 장 마르텔Jean Martell ,1694–1753)에 의해 1715년에 설립된 포도원 농장 및 코냑 글로벌 기업이다. 페리에 주에(Perrier-Jouët)로 유명한 프랑스 와인 및 주류 대기업 페르노리카Pernod Ricard)의 MMPJ(Martell Mumm Perrier-Jouët) 자회사의 일부이기도 하다. 또는 마텔이 생산하는 꼬냑의 상표명 및 그 꼬냑을 가리킨다.

## 꼬냑
꼬냑(Cognac)은 프랑스 지방 코냐크(Cognac)에서 생산되는 술이다.

## 같이 보기
- 프랑스 와인의 품질 체계
- 보르도 포도주